# Анниквере (Ляэне-Вирумаа)
А́нниквере (эст. Annikvere) — деревня в волости Хальяла уезда Ляэне-Вирумаа, Эстония.
До административной реформы местных самоуправлений Эстонии 2017 года входила в состав волости Вихула.

## География и описание
Расположена у шоссе Хальяла—Верги. Расстояние до уездного центра — города Раквере — 16 километров, до волостного центра — посёлка Хальяла — 7,5 километров.  Высота над уровнем моря — 61 метр.
Климат умеренный. Официальный язык — эстонский. Почтовый индекс — 45410.

## Население
По данным переписи населения 2021 года, в Анниквере насчитывался 61 житель, все — эстонцы.
По состоянию на 1 января 2020 года в деревне насчитывалось 67 жителей, из них 36 мужчин и 31 женщина; детей в возрасте до 14 лет включительно — 2, лиц пенсионного возраста (65 лет и старше) — 18.
По данным переписи населения 2011 года, в деревне проживали 73 человека, все — эстонцы.
Численность населения деревни Анниквере:
| Год  | 1959 | 1970  | 1979  | 1989 | 2000 | 2011 | 2017 | 2018 | 2019 | 2020 | 2021 |
| ---- | ---- | ----- | ----- | ---- | ---- | ---- | ---- | ---- | ---- | ---- | ---- |
| Чел. | 156  | ↗ 171 | ↘ 144 | ↘ 96 | ↘ 89 | ↘ 73 | ↗ 75 | → 75 | ↗ 77 | ↘ 67 | ↘ 61 |

## История
В письменных источниках 1241 года (Датская поземельная книга) упоминается Andikewæræ (деревня), 1406 года — Annekever (деревня), 1445 года — Annekevere (мыза и деревня), 1463 года — Anikvere (мыза), 1469 года — Annigkever (мыза, деревня, мельница), 1542 года — Annickver (деревня), 1796 года — Annigfer (мыза), 1844 года — Annigfer (мыза, деревня), Annigver (деревня).
На военно-топографических картах Российской империи (1846–1863 годы), в состав которой входила Эстляндская губерния, деревня обозначена как Аннигферъ.
На территории деревни находится центр впервые упомянутой в 1445 год мызы Аннигфер (Анниквере, нем. Annigfer, эст. Annikvere mõis), до национализации в 1919 году принадлежавшей дворянскому семейству фон Нотбеков. Сохранилось как главное здание, так и несколько хозяйственных построек (в перестроенном виде).
Много лет в деревне работала школа, двухэтажное здание которой (памятник культуры) в 2010-х годах было выставлено на продажу за 1 евро, но покупателей не нашло. При инспектировании 3 апреля 2019 года здание находилось в аварийном состоянии.
- Главное здание мызы Аннигфер (Анниквере)
- Школа Анниквере в 2012 году

## Известные личности
В помещениях Анниквереской школы ранее работала Вихулаская министерская школа, в числе выпускников которой было несколько известных деятелей культуры, образования и политики, таких как Нигол Андресен, заслуженный учитель Эстонской ССР Александр Валсинер, профессоры Пеэтер Тарвель и Виллем Алттоа. Позже в школе Анниквере получили начальное образование будущие доктора исторических наук Энн Тарвель и Раймо Пуллат.

## Происхождение топонима
По мнению историка Пауля Йохансена основой названия деревни является женское имя Анника, Аннике (Anikka, Annike). Языковед Лаури Кеттунен считал, что топоним произошёл мужского имени Анти (Anti).